# Гауденције (Аецијев син)
Гауденције (око 440. у Риму – после 455.) је био син Флавија Аеција. Ф. М. Кловер је тврдио да је његова мајка била Пелагија, готска племкиња и удовица војсковође Бонифације.
Рођен је у Риму, вероватно 440. године, и крштен је пре свог првог рођендана. Научници га идентификују као неименованог субјекта песме Флавија Меробауда. Његов отац и цар Валентинијан III склопили су 454. године брачни савез, који је укључивао брак између Гауденција и Плацидије, али је те године његовог оца убио сам цар Валентинијан III. 455. године, Вандали су опљачкали Рим ; Гауденције је био један од небројених хиљада заробљених и враћених у Африку. Гејсерих је тврдио да су његови напади на Италију били са циљем да поврати Гауденцијево наслеђе.